# 莉露花精靈
《花漾精靈》（リルリルフェアリル）是三麗鷗與世嘉玩具的共同角色企劃第二彈，目標對象為小學低、中年級的女生，由瀨谷愛擔任角色設計。電視動畫第一至二季由東京電視台播出，而第三季則由Kids Station、Animax及TOKYO MX播出。海外播映方面，香港的無綫電視翡翠台在2017年9月20日起播放第一季動畫，在2019年7月10日起播放第二季動畫，在2021年2月23日起播放第三季動畫（每次播放兩集）。

## 設定
精靈世界的住民－Fairilu，是從Fairilu種子裏誕生出來、有著多個不同種族的精靈，擁有專屬於自己的Fairilu鑰匙，可以打開與人類世界連接着的Fairilu之門，亦可以施放魔法。他們需要帶著自己的鑰匙尋找屬於自己的Fairilu之門；當精靈們通過屬於自己的門後，就會成長。

## 登場人物

### Fairilu

#### 主要精靈
莉普（Lip）
配音員：花守由美里（日本）；廖杏茵（第一至二季）→成瑤孆（第三季）（香港）
代表顏色：  粉红色
鬱金香的花朵精靈，為本系列的主人公。個性膽小易哭，但心地十分的善良，有仁慈心，而且不會輕易放棄。出生時，因為推不開出生之門而受到花村望的鼓勵，從那之後就一直惦記著望，後來成為望的搭檔。養有白色棉花狗波娃娃。夢想是成為為大家送上笑容的偶像。第二季44話在夢中受到梔子花所托，成為「Fairilu歌姬」將幸福傳出；第45話，因成為Fairilu歌姬必須要為世上的一切獻出愛，不可以對某人有特殊戀情，所以與望解除搭檔身份；最終話，因梔子花能繼續當Fairilu歌姬，不須急於接替她，於是和望重新成為搭檔。
第三季中，對於麥穗星為猶如妹妹般的角色。與雪蓮花（望的Fairilu形態，然而身份不同於前兩季）相戀。於這季的夢想是利用Fairilu的力量支援大家的戀愛。
花咲由美莉（Hanasaki Yumiri）
莉普的人類姿態所使用的名字。在人間界偶像出道時也是採用此名，並自稱「精靈偶像」，是頗有人氣的偶像。與望互相喜歡著對方，雖然後來以Fairilu姿態與他見面並成為搭檔，然而對於望來說，莉普和由美莉依然是兩個不同的人，而莉普為了「不讓望傷心」選擇不告訴他真相。第二季46話宣布引退；於最終話回歸。
阿菫（Sumire）
配音員：日高里菜（日本）；魏惠娥（香港）
代表顏色：  紫色
紫堇花的花朵精靈。喜歡時尚，擅長繪畫。對霞草有好感。夢想是成為時裝設計師；對身為設計師的由佳利十分敬慕，後來成為她的搭檔，跟她學習和幫助她設計衣飾。於第二季養有魔法生物花水母，名叫「古拉拉」（配音：日高里菜（日本）；（香港））。
第三季中，與前作同樣喜愛時尚，並希望以此在Little Fairilu以及人類世界中傳達自己的感受。
向日葵（Himawari）
配音員：內田彩（日本）；劉惠雲（香港）
代表顏色：  黄色
的花朵精靈。性格十分開朗，熱愛跳舞。喜歡在早上曬太陽，常常因為太舒服而上課遲到。在黑暗的地方會感到無力。討厭蔬菜，但吃過阿松老師製作的雜菜湯後終於克服了。和蒲公英是勁敵兼好友，後來成為情侶。有一次意外闖進了人類世界，得到拾到她的香乃的照顧，和她成為朋友，後來也成了搭檔。於第二季養有魔法生物松鼠，名叫「尾巴」（配音：花守由美里（日本）；（香港））。
第三季中，與前作同樣熱愛跳舞，並希望以此為大家帶來幸福。
羅絲（Rose）
配音員：楠田亞衣奈（日本）；何寶珊（第一至二季）→凌晞（第三季）（香港）
代表顏色：  红色
玫瑰的花朵精靈。個性有點驕傲，喜歡讀書，喜歡每件事都第一名。養有粉紅色棉花狗波娃莉莎。開始时因為莉普的魔法能力，單方面的將她視為對手，後來受到莉普的影響，才能慢慢融入他人。本來和其他的玫瑰精靈的多情不同，對愛情並不理解；到人類世界戶外學習時，被小提琴聲吸引而和優斗邂逅，和他戀上，後來成為他的搭檔。於第二季多養了重生後的不死鳥，名叫「力克」（配音：佐藤聰美（日本）；陳琴雲（香港））。
第三季中，擅長設計髮型和調合化妝品，希望以此支援大家。與朱利（優斗的Fairilu形態，然而身份不同於前兩季）相戀。
小凜（Rin）
配音員：佐藤聰美（日本）；詹健兒（香港）
代表顏色：  天空藍
龍膽的花朵精靈，在第二季登場，並且為該季的準主人公。由可怜在人類世界拾到的Fairilu種子出生，可怜是她的出生見證人，出生後就成為了可怜的搭檔。由于待在種子裡太久，經常想睡。最喜歡的課堂為魔法藥學，希望有天可以製藥令可怜回復健康。
第三季中，喜歡製作香水，希望做出能支援大家感受的香水；另外也希望結合自然和Fairilu的力量祝福一切生命健康有精神。
麥穗星（Spica）
配音員：小澤亞李（日本）；張頌欣（香港）
代表顏色：  堇紫色（  洋紅色）
角宿一的星宿精靈。思想正面，有閃亮的笑容。神聖精靈學園的畢業生，畢業後在星屑工房工作製作流星；認為製作流星能夠實現人的願望而喜愛她的工作。
於第三季成為主角群中的一人。對於莉普為猶如姊姊般的角色。對南河三有好感。
於《莉露莉露妖精莉露 Twinkle》小說系列中為主角。

#### 花朵精靈
橄欖（Olive）
配音員：阿部敦（日本）；陳灝瑋（香港）
橄欖的精靈。有紳士個性，但也有不肯輸掉的一面。十分著緊Little Fairilu的未來，希望將來成為Fairilu Gole。
蒲公英（Dante）
配音員：豐口惠、柚木涼香（第一季第37話至第46話代配）（日本）；林筠翔（香港）
蒲公英的精靈。喜歡向日葵。夢想是成為獨角獸騎師，撘檔為樂搖搖。人類撘檔為悠人。
鈴（Suzu）
配音員：日高里菜（日本）；羅孔柔（香港）
鈴蘭的精靈，阿蘭的雙胞胎姊姊。喜歡繪畫，和阿蘭一同想成為漫畫家。
蘭（Ran）
配音員：日高里菜（日本）；林元春（香港）
鈴蘭的精靈，阿鈴的雙胞胎弟弟。擅長寫作，和阿鈴一同想成為漫畫家。
繡球花（Ajisai）
配音員：久野美咲（日本）；凌晞（香港）
繡球花的精靈。個性有點膽小且溫柔，做事慢條斯理但有耐性。為了盡繡球花精靈的職責，在每年雨季期間會為Little Fairilu的繡球花添上色彩，而且需要雨水精靈雨美的幫忙。夢想是成為和菓子師傅。
霞草（Kasumi）
配音員：鈴木裕斗（日本）；李致林（香港）
霞草的精靈。喜歡獨自在圖書館寫故事、自言自語，被人認為他性格古怪，但其實十分溫柔。對阿菫有好感。
彼岸花（Higan）
配音員：白井悠介（日本）；鍾見麟（香港）
彼岸花的精靈。性格有點陰沉。熱愛讀書和研究，夢想是成為學者。
櫻花（Sakura）
配音員：大和田仁美（日本）；成瑤孆（第一至二季）→黃昕瑜（第三季）（香港）
櫻花的精靈。因不擅長魔法而對自己沒有信心，但在莉普的鼓勵下重新振作。在看到星星的演出練習後成為他最初的超級粉絲。
薊（Azami）
配音員：西牆由香（日本）；李震權（香港）
薊花的精靈。十分敬慕羅絲，會叫她「羅絲大姐」。夢想是成為廚師。
大麗菊（Dahlia）
配音員：小笠原早紀（日本）；陳皓宜（香港）
大麗菊的精靈。喜歡化妝。
茉莉（Jasmine）
配音員：渡谷美帆（日本）；成瑤孆→葉曉欣（第一季）、成瑤孆（第二季）（香港）
茉莉花的精靈。養有紫色棉花狗波波。夢想是成為棉花狗造型師。對草蜢教練有好感。
非洲菊（Gerbera）
配音員：佐藤聰美（日本）；凌晞（香港）
非洲菊的精靈，於第二季登場。精靈魔法學園的畢業生，現在和好友小風一同生活於人類世界。
瑪格麗特（Margaret）
木茼蒿的精靈，只於《花漾精靈 秘密圖鑑》登場。

#### 人魚精靈
珍珠（Akoya）
配音員：豐口惠、柚木涼香（第一季第37話至第47話代配）（日本）；曾秀清（香港）
人魚的精靈。興趣是做瑜珈，夢想是成為模特兒。於第二季成為琉湖的搭檔。
珊瑚（Sango）
配音員：下釜千昌（日本）；林元春（香港）
人魚的精靈。有時候會吃得太多而變胖，但也很容易瘦回來。
裙帶菜（Wakame）
配音員：大和田仁美（日本）；黃昕瑜（香港）
人魚的精靈。討厭其他人稱呼她本名，想人們叫她「伊莉沙白」。
費殊（Fish）
配音員：阿部敦（日本）；鄧港文（香港）
人魚的精靈。
麥殊（Mesh）
配音員：櫻井徹（第一季第6話）→白井悠介（第一季第8話及其之後）（日本）；曹啟謙（香港）
人魚的精靈。
班（Pen）
配音員：鈴木裕斗（日本）；（香港）
人魚的精靈。經常戴墨鏡。
露卡（Ruka）
配音員：楠田亞衣奈（日本）；凌晞（香港）
人魚的精靈。喜歡打扮。
美斯蒂（Misty）
配音員：西牆由香（日本）；陳琴雲（香港）
人魚的精靈。鍾情於神祕的東西。

#### 昆蟲精靈
獨角仙（Kabuto）
配音員：渡部優衣（日本）；張頌欣（香港）
獨角仙的精靈。夢想是成為遊戲開發者，與鍬形蟲一起製作風靡Little Fairilu的遊戲。
鍬形蟲（Kuwa）
配音員：渡部優衣（日本）；凌晞（香港）
鍬形蟲的精靈。夢想是成為程式設計師，與獨角仙一起製作風靡Little Fairilu的遊戲。
紅蜻蜓（Akiakane）
配音員：內田彩（日本）；黃積權（香港）
紅蜻蜓的精靈。喜歡飛得飛快。夢想是成為獨角獸騎師，撘檔為亮晶晶。
蜜蜂（Miruru）
配音員：渡部優衣（日本）；何晶晶（第一季至第二季第三十五集）→成瑤孆（第二季第三十九集起）→葉曉欣（第三季）（香港）
蜜蜂的精靈。喜歡幫忙工作。
螢火蟲（Hotaru）
配音員：久野美咲（日本）；陳皓宜（香港）
螢火蟲的精靈。對自己只能發出微弱的光感到懊惱，羨慕陽光開朗的向日葵；幫助了怕黑的向日葵後，得到其肯定，終於重拾自信。
蜘蛛（Spider）
配音員：下釜千昌（日本）；何璐怡（第一季）→黄昕瑜（第一季代配、第二季）（香港）
蜘蛛的精靈。鍾情於黑魔術，夢想是成為黑魔女。
螳螂（Kamakiri）
配音員：白井悠介（日本）；李安邦（香港）
螳螂的精靈。夢想是成為醫生。
白粉蝶（Shiro）
配音員：阿部敦（日本）；胡家豪（香港）
白粉蝶的精靈。十分愛吃甜品，也喜歡製作其，希望成為甜品師傅。討厭蔬菜，然而喝過由紅蘿蔔和番茄製作、加了蜂蜜的蔬菜果汁後，終於克服了。口頭禪為。
瓢蟲（Lady）
配音員：小笠原早纪（日本）；鄭麗麗（香港）
瓢蟲的精靈。喜歡為自己和別人設計髮型，夢想是成為髮型師。
灰蝶（Shijimi）
配音員：黑澤朋世（日本）；林元春（香港）
藍灰蝶的精靈。喜歡音樂，擅長演奏長笛。會對許多Fairilu稱作「姐姐大人」。
五右衛門・金太郎・文太・莉奈（Goemon・Kintarou・Bunta・Rina）
配音員：增田俊樹、白井悠介、楠田亞衣奈、佐藤聰美（日本）；黄积权、钟见麟、凌晞、張頌欣（香港）
蟑螂的精靈，為四兄弟姊妹，於第二季登場。精靈魔法學園的宿舍清潔工四人組「Team G」的成員，由鴨太太監管。喜歡饒舌，連說話也都是饒舌的。
鳳蝶（Ageha）
配音員：花守由美里（日本）；林元春（香港）
鳳蝶的精靈，於第二季登場。瑞伊的手下，奉瑞伊的命令在人類世界抓捕Fairilu及奪取魔法之鏡。明明是Fairilu卻不知道Little Fairilu。其實和小凜一樣，其Fairilu種子掉落至人類世界，被瑞伊拾到並照顧，最終成功出生，故視瑞伊為重要的親人。故事終段與瑞伊一起在人類世界中尋找失落的Fairilu種子。
油蟬（Zemi）
配音員：白井悠介（日本）；陳卓智（香港）
日本油蟬的精靈，於第二季登場。瑞伊的手下，由瑞伊在人類世界拾到的Fairilu種子出生。富有，但也不喜歡花掉金錢，亦不喜歡攜帶現金。故事終段與瑞伊一起在人類世界中尋找失落的Fairilu種子。
螽斯（Kirigiri）
配音員：增田俊樹（日本）；李致林（香港）
螽斯的精靈，於第二季登場。瑞伊的手下，由瑞伊在人類世界拾到的Fairilu種子出生。喜歡拉小提琴，但琴聲相當的難聽。故事終段與瑞伊一起在人類世界中尋找失落的Fairilu種子。
阿玉（Otama-san）
配音員：能登麻美子（日本）；曾佩仪（香港）
吉丁蟲的精靈，於第二季登場。精靈魔法學園的畢業生，現在擔任心理輔導師。
小蠶蟲（Kaiko-chan）
配音員：能登麻美子（日本）；羅孔柔（香港）
蠶的精靈，於第二季登場。精靈魔法學園的畢業生。會用自己的蠶絲製作衣服，據說穿上由她的蠶絲製成的衣服會變得幸運。

#### 蘑菇精靈
藍菇（Noko）
配音員：內田彩（日本）；曾佩儀（第一至二季）→陳琴雲（第三季）（香港）
蘑菇的精靈，蘑菇三姊妹的長女。與紅點點、松茸一起開了「蘑菇咖啡店」，負責管理及經營。姊妹三人於第二季成為真姬菇的搭擋。
紅點點（Dot）
配音員：水谷志織（第一季）→能登麻美子（第二季）→日高里菜（第三季）（日本）；葉曉欣（香港）
蘑菇的精靈，蘑菇三姊妹的次女。與藍菇、松茸一起開了「蘑菇咖啡店」，負責擔任廚師。姊妹三人於第二季成為真姬菇的搭擋。
松茸（Daké）
配音員：渡部優衣（日本）；何晶晶（第一至二季中途）→黃昕瑜（第二季中途起）→何璐怡（第三季）（香港）
蘑菇的精靈，蘑菇三姊妹的末女。與藍菇、紅點點一起開了「蘑菇咖啡店」，負責擔任侍應。姊妹三人於第二季成為真姬菇的搭擋。
毒蠅傘（Benitengu）
配音員：矢部雅史（日本）；成瑤孆（香港）
毒蠅傘的精靈。喜歡八卦，隨身帶著一本備忘錄記錄新聞；夢想是成為記者，與夜光茸合辦了「毒夜校報」。
夜光茸（Yakou）
配音員：鈴木裕斗（日本）；羅孔柔（香港）
夜光茸的精靈。夢想是成為攝影師，與毒蠅傘合辦了「毒夜校報」；然而他真正想拍的並不是八卦新聞，而是自然景色。
菇菌（Kinshi）
配音員：阿部敦（日本）；黃玉娟（香港）
毒蘑菇的精靈。擅長為大家作煩腦諮詢。
孢子（Houshi）
配音員：鈴木裕斗（日本）；沈小蘭（香港）
毒蘑菇的精靈。擅長跳舞。
滑菇（Nameko）
配音員：森永千才（日本）；陳琴雲（香港）
滑菇的精靈。十分喜愛蘑菇兔，並養有一隻，叫「蘑菇菇」（配音：花守由美里（日本）；（香港））。

#### 蔬菜精靈
紅蘿蔔（Carrot）
配音員：大和田仁美（日本）；黃昕瑜（香港）
紅蘿蔔的精靈。
番茄（Tomato）
配音員：久野美咲（日本）；張頌欣（香港）
番茄的精靈。
（Arti）
配音員：增田俊樹（日本）；李凱傑（香港）
菜薊的精靈。夢想是成為獨角獸騎師，撘檔為輕沙沙。
男爵薯（Danshaku）
配音員：增田俊樹（日本）；張裕東（香港）
男爵薯的精靈。擅長魔術。
洋蔥（Tama-chan）
配音員：白井悠介（日本）；鍾見麟（香港）
洋蔥的精靈。一哭就會令周圍的人都一起哭。
（Corn）
配音員：黑澤朋世（日本）；羅孔柔（香港）
玉米的精靈。
椰菜（Cabbage）
配音員：西牆由香（日本）；成瑤孆（第一至二季）→羅孔柔（第三季）（香港）
捲心菜的精靈。
青豆（Peas）
配音員：內田彩（日本）；曾佩儀（第一至二季）→葉曉欣（第三季）（香港）
豌豆的精靈。經常抱著叫「豆豆」（配音：楠田亞衣奈（日本）；曾秀清（香港））的豌豆型生物，照顧著牠，對牠很是珍惜。夢想是成為老師。
西蘭花（Broco）
配音員：峰岸佳（日本）；張方正（香港）
西蘭花的精靈。和椰菜花自嬰兒時期就是朋友，一起組成了搞笑組合「蔬菜雙星」。
椰菜花（Caulico）
配音員：白井悠介（日本）；李安邦（香港）
椰菜花的精靈。和西蘭花自嬰兒時期就是朋友，一起組成了搞笑組合「蔬菜雙星」。
西芹（Celery）
配音員：鈴木裕斗（日本）；許盈（香港）
西芹的精靈。說話有時候很刻薄。擅長溜冰。

#### 天氣精靈
太陽（Sun）
配音員：櫻井徹（日本）；陳成港（香港）
太陽的精靈。在星星的樂隊裡擔任鼓手。
雨美（Amemi）
配音員：下釜千昌（日本）；梁少霞（香港）
雨的精靈。經常帶著一把傘。在每年雨季期間會幫助繡球花為Little Fairilu的繡球花添上色彩。
雷電（Thunder）
配音員：鈴木裕斗（日本）；鄧港文（香港）
雷電的精靈。熱愛彈吉他，擁有雷電形狀的吉他；在星星的樂隊裡擔任吉他手。
彩虹（Rainbow）
配音員：日高里菜（日本）；朱妙蘭（第一季）→何璐怡（第二季起）（香港）
彩虹的精靈。擅長唱歌。
雲雲（Kumomo）
配音員：阿部敦（日本）；李鎮然（香港）
雲的精靈。在星星的樂隊裡擔任鍵盤手。
星星（Star）
配音員：增田俊樹（日本）；張裕東（第一至二季）→關令翹（第三季）（香港）
星的精靈。Little Fairilu的人氣偶像；和太陽、雷電、雲雲組成了樂隊。喜歡櫻花。
極光（Aurora）
配音員：黑澤朋世（日本）；陸惠玲（香港）
極光的精靈。擅長製作窗簾。
小雪（Oyuki）
配音員：西牆由香（日本）；陳琴雲（香港）
雪的精靈。經常嚼著泡泡糖，用以練習吹氣。能用雪製作玻璃工藝品。
濃霧（Noumu）
配音員：豐口惠、柚木涼香（第一季第47話至第48話代配）（日本）；鄭麗麗（香港）
濃霧的精靈。中二病角色。情緒低落時她的周圍會起霧。受西芹影響也喜歡上溜冰。
小風（Wind）
配音員：楠田亞衣奈（日本）；成瑶孆（第二季）→羅孔柔（第三季）（香港）
風的精靈，於第二季登場。精靈魔法學園的畢業生，現在和好友非洲菊一同生活於人類世界。

#### 俊男美女精靈
屍花（Tora）
配音員：渡谷美帆（日本）；李潤知（香港）
巨花魔芋的精靈。
大王花（Rafflé）
配音員：豐口惠、柚木涼香（第一季第37話至第47話代配）（日本）；伍秀霞（第一至二季）→沈小蘭（第三季）（香港）
大王花的精靈。
捕蠅草（Haetori）
配音員：矢部雅史（日本）；李震權（香港）
捕蠅草的精靈。
（Ojigisou）
配音員：花江夏樹（日本）；胡家豪（香港）
的精靈。
仙人掌（Sabobon）
配音員：櫻井徹（日本）；張方正（香港）
仙人掌的精靈。
豬籠草（Utsubon）
配音員：小笠原早紀（日本）；袁淑珍（香港）
豬籠草的精靈。
榴槤（Durian）
配音員：久野美咲（日本）；陸惠玲（香港）
榴槤的精靈。曾為了當美食家、研究料理而外出旅行，後來才回到神聖精靈學園上課。
美俊（Jonmeke）
配音員：增田俊樹（日本）；招世亮（香港）
美麗島的神，有支配Little Fairilu的野心。曾一度被封印，被俊男美女精靈的7人用Fairilu鑰匙復活，但之後被7人打敗並繼續被封印。於第二季被Fairilu Gole復活，成為精靈魔法學園的老師，負責搞笑學；雖仍有支配Little Fairilu的野心，但一有這想法時，頭上的金環就會像孫悟空的「緊箍兒」般緊緊收縮。

#### 星宿精靈
天狼星（Sirius）
配音員：興津和幸（日本）；張裕東（第一至二季）→黃啟昌（第三季）（香港）
天狼星的精靈。神聖精靈學園的畢業生，畢業後在星屑工房工作製作流星。
南河三（Procyon）
配音員：代永翼（日本）；黄積權（香港）
南河三的精靈。神聖精靈學園的畢業生，畢業後在星屑工房工作製作流星。
織女星（Vega）
配音員：日高里菜（日本）；梁少霞（香港）
織女一的精靈。神聖精靈學園的畢業生，畢業後在星屑工房工作製作流星。

#### 水果精靈
蘋果（Ringo）
配音員：佐藤聰美（日本）；黄昕瑜（香港）
蘋果的精靈，於第二季登場。偶像團體「Fruit Paradise」的偶像。暗戀草莓。
檸檬（Lemon）
配音員：日高里菜（日本）；叶晓欣（香港）
檸檬的精靈，於第二季登場。偶像團體「Fruit Paradise」的偶像。與白金柚交往中。
蜜桃（Momo）
配音員：內田彩（日本）；罗孔柔（香港）
桃的精靈，於第二季登場。偶像團體「Fruit Paradise」的偶像。
藍莓（Blueberry）
配音員：楠田亞衣奈（日本）；陳琴雲（香港）
藍莓的精靈，於第二季登場。偶像事務所「Fantastic Juice」的經理人，對時間管理很嚴謹。
於第三季作為小凜的魔法香水實驗的助手。
石榴（Zakuro）
配音員：花守由美里（日本）；李润知（第二季）→陳琴雲（第三季）（香港）
石榴的精靈，於第二季登場。偶像。中二病角色。
於《莉露莉露妖精莉露 秘密圖鑑》的介紹中，與菠蘿組成了偶像團體「危險的果實」。
菠蘿（Pine）
配音員：小林裕介（日本）；李凯杰（第二季）→胡家豪（第三季）（香港）
菠蘿的精靈，於第二季登場。偶像。喜歡石榴，然而表白了許多次仍未能傳達心意。
於《莉露莉露妖精莉露 秘密圖鑑》的介紹中，與石榴組成了偶像團體「危險的果實」。
草莓（Strawberry）
配音員：增田俊樹（日本）；鍾見麟（香港）
草莓的精靈，於第二季登場。偶像團體「W Stars」的偶像。
白金柚（Sweetie）
配音員：白井悠介（日本）；胡家豪（香港）
白金柚的精靈，於第二季登場。偶像團體「W Stars」的偶像。與檸檬交往中。
薩庫（Sakku）
配音員：能登麻美子（日本）；陳皓宜（香港）
櫻桃的精靈，於第二季登場。與藍波為雙胞胎姊妹，並與其組成偶像團體。
於《莉露莉露妖精莉露 秘密圖鑑》的介紹中，該偶像團體名為「Cherries」。
藍波（Ranbo）
配音員：能登麻美子（日本）；陳皓宜（香港）
櫻桃的精靈，於第二季登場。與薩庫為雙胞胎姊妹，並與其組成偶像團體。
於《莉露莉露妖精莉露 秘密圖鑑》的介紹中，該偶像團體名為「Cherries」。

#### 傳奇精靈
Fairilu Gole／阿蓮（Fairilu Gole／Ren）
配音員：白井悠介（日本）；梁偉德（香港）
負責統領Little Fairilu一切的精靈。原本為睡蓮的精靈。小時候認識了里娜，並曾與她成為搭檔、交往過，但後來因要留在Little Fairilu裡成為Fairilu Gole而分開；現在仍偶有聯絡。
於第三季以小孩的姿態、「阿蓮」的身份出場，作為莉普等人的同伴。
瑞伊（Sui）
第二季中指使鳳蝶等人搶走魔法之鏡的神秘人物。第47話透露，實際上是阿蓮為了成為Fairilu Gole而離開里娜時掉落在人類世界、心中的留戀形成的結晶；兩人在時間流逝下已成為獨立的兩個個體。因認為阿蓮捨棄了他而恨之入骨。曾在人類世界的小巷中發現鳳蝶他們的Fairilu種子，悉心照顧其並成功令鳳蝶他們誕生。故事終段與Fairilu Gole和好，並決定在人類世界中尋找失落的Fairilu種子。
Fairilu Marge／桑妮亞（Fairilu Marge／Sonia）
配音員：豐口惠、柚木涼香（第一季第37話至第47話代配）（日本）；吳羨婷（香港）
負責統領所有Fairilu魔法的精靈，精靈學園的校長。原本為宮燈百合的精靈。和Fairilu Gole（阿蓮）是青梅竹馬，並似乎一直暗戀著他。
亮晶晶（Kirara）
配音員：小笠原早紀（日本）；朱妙蘭（第一季）→葉曉欣（第二至三季）（香港）
獨角獸的精靈，樂搖搖的雙胞胎姊姊。鬃毛顏色為粉紅。負責幫忙Fairilu Gole的工作。
樂搖搖（Yurara）
配音員：渡部優衣（日本）；曾佩儀（第一至二季）→陳琴雲（第三季）（香港）
獨角獸的精靈，亮晶晶的雙胞胎弟弟。鬃毛顏色為藍。負責幫忙Fairilu Gole的工作。
輕沙沙（Sarara）
配音員：白井悠介（日本）；林丹鳳（香港）
獨角獸的精靈。鬃毛顏色為綠。
波娃娃（Powawa）
配音員：久野美咲（日本）；（第一季）→林元春（第一至二季）（香港）
白色的棉花狗，莉普的寵物。
波娃莉莎（Powalisa）
配音員：水谷志織（第一季）→能登麻美子（第二季）（日本）；（香港）
粉紅色的棉花狗，羅絲的寵物。全名為「波娃莉莎卡拉阿爾巴尼亞西菲特3世」。和羅絲一樣有一點高傲的性格。
波波（Popo）
配音員：花守由美里（日本）；（香港）
紫色的棉花狗，茉莉的寵物。
松果老師（Bokkuri Sensei）
配音員：矢部雅史（日本）；陳永信（香港）
松果的精靈，阿松的丈夫。精靈學園的老師，負責魔法學。以前也是Fairilu Gole（阿蓮）、Fairilu Marge（桑妮亞）等人的老師。
阿松（Omatsu-san）
配音員：渡谷美帆（日本）；沈小蘭（香港）
松果的精靈，松果老師的妻子。精靈學園的老師，負責家政科，亦負責做學校的午餐和當保健室老師。
金魚老師（Kingyo Sensei）
配音員：小笠原早紀（日本）；梁少霞（香港）
金魚的精靈。精靈學園的老師，負責戀愛學。外表還是小孩子，但其實比Fairilu Gole和Fairilu Marge還要年長，因為曾經墜入禁忌之戀而變成現在的模樣。
變色龍老師（Leon Sensei）
配音員：阿部敦（日本）；關令翹（香港）
變色龍的精靈。精靈學園的老師，負責變身學。外表是一位女性，但他的真面目並沒有人知道，不過有時會忘記了轉用女聲。與羊咩老師關係不好。曾到人類世界參與選拔賽當偶像，化名「麗央奈」，但因為是個大音痴，直接被要求離場。
貓夫人（Neko Fujin）
配音員：楠田亞衣奈（日本）；許盈（香港）
英國短毛貓的精靈。精靈學園的老師，負責占卜學和念動學。由於身體太重而不能以翅膀飛行，因此坐在魔法拜壂上用念力飛行。與胡夫伯爵是夫婦，於第二季34話進行結婚儀式。
草蜢（Hopper）
配音員：增田俊樹（日本）；曹啟謙（香港）
草蜢的精靈。泡泡Rilu的教練，於第二季正式成為精靈魔法學園的體育老師；在人類世界是一名足球員。和Fairilu Gole（阿蓮）是從小時候開始的好朋友。很受棉花狗歡迎。
於第三季以小孩的姿態出場，作為莉普等人的同伴。與阿蓮仍是好友。
牛舌草（Anchusa）
配音員：西牆由香（日本）；謝潔貞（香港）
牛舌草的精靈。居住在魔女森林裡的魔女。小時候是Fairilu Gole（阿蓮）和Fairilu Marge（桑妮亞）的朋友。曾與人類的紫苑成為搭檔、談過戀愛，但後來因對方突然離她而去，從此對人類產生恨意；後因為莉普的努力而釋懷，並始知當時紫苑不想讓其難過而隱瞞即將病逝的事實。於第二季成為精靈魔法學園的老師，負責闇魔法學。
於第三季以小孩的姿態出場，作為莉普等人的同伴。
金絲雀老師（Kanaria Sensei）
配音員：興津和幸（日本）；李凱傑（香港）
金絲雀的精靈。精靈學園的老師，負責合唱學；在人類世界是一名音樂家。肩膀上站著一隻叫「斯瑪瑪」（配音：花守由美里（日本）；謝潔貞（香港））的白色小鳥，是他的老師。小時候是Fairilu Gole（阿蓮）和Fairilu Marge（桑妮亞）的朋友。
幸福（Happy）
配音員：森永千才（日本）；陳皓宜（香港）
負責製作幸福寶石的精靈。
星屑（Det）
配音員：增田俊樹（日本）；黄積權（香港）
負責製作星屑寶石的精靈。
貓頭鷹（Ofuku-san）
配音員：田中真奈美（日本）；（香港）
貓頭鷹的精靈，負責製作特別寶石。
傑克（Jack）
配音員：伊藤加奈惠（日本）；羅孔柔（香港）
萬聖節南瓜的精靈。只會在一年一度的萬聖節當天出現。
阿柊（Hii）
配音員：增田俊樹（日本）；李致林（香港）
柊樹的精靈，聖誕老人的徒弟。
阿樹（Ragi）
配音員：小林裕介（日本）；張方正（香港）
柊樹的精靈，聖誕老人的徒弟。
三太／聖誕老人（Santa）
配音員：興津和幸（日本）；鍾見麟（香港）
聖誕節的精靈。本來的外表和一般所認知的聖誕老人有很大差別，但平安夜那天在Little Fairilu和人類世界派禮物時會變身成聖誕老人的樣子；其他時候會到處旅行。
變幻先生（Mr. Mimic）
配音員：白井悠介（日本）；翟耀輝（香港）
貓頭鷹的精靈，於第二季登場。精靈魔法學園的校長，用魔法將本來的神聖精靈學園變身成精靈魔法學園。腹部上有名叫「時鐘小姐」（配音：豐口惠（日本）；張頌欣（香港））的時鐘，用於提醒Fairilu們作息時間，同時也是副校長。與席班女士為情侶。
席班女士（Mrs. Servan）
配音員：豐口惠（日本）；黃玉娟（香港）
於第二季登場。精靈魔法學園的宿舍長兼魔法作法學老師。性格嚴厲，對學生要求極嚴，但也有冒失、溫柔的一面，而且其實比誰都熱情。與變幻先生為情侶。
鴨太太（Okamo-san）
配音員：日高里菜（日本）；蔡惠萍（香港）
鴨的精靈，於第二季登場。精靈魔法學園的宿舍管理員，負責Fairilu們的餐飲。性格溫柔，但不會接受學生挑食。
蘑菇教授（Mush Kyouju）
配音員：矢部雅史（日本）；林國雄（香港）
蘑菇的精靈，於第二季登場。精靈魔法學園的老師，負責魔法藥學。有名叫「惠美小姐」的蘑菇型生物連接著他的身體，是他的助手。極度興奮時身上會散發大量的蘑菇孢子，這時候他的助手會在一旁用吸塵器吸掉蘑菇孢子。
艾爾老師（Aru Sensei）
配音員：增田俊樹（日本）；蘇強文（香港）
於第二季登場。精靈魔法學園的老師，負責闇魔法學。性格陰沉，喜歡牛舌草（然而對方毫無感覺），自稱為「Little Fairilu的首席闇魔法使」。小時候是Fairilu Gole（阿蓮）和Fairilu Marge（桑妮亞）的朋友。
羊咩老師（Sheep Sensei）
配音員：楠田亞衣奈（日本）；陳皓宜（香港）
綿羊的精靈，於第二季登場。精靈魔法學園的老師，負責魔法裁縫學。養有兩隻貴賓犬型Fairilu阿貴與阿婦。一直在徵集男友；曾在人類世界留學時為人類男子編織一件件用作拘束的魔法編織品。與變色龍老師關係不好。
橡果（Don）
配音員：矢部雅史（日本）；陳耀楠（香港）
橡果的精靈，於第二季登場。松果老師學生時代的朋友，但因他與阿松相愛而成為了敵人。
栗子（Kuri）
配音員：矢部雅史（日本）；（香港）
栗子的精靈，於第二季登場。松果老師學生時代的朋友，但因他與阿松相愛而成為了敵人。
孔雀老師（Peacock Sensei）
配音員：增田俊樹（日本）；李安邦（香港）
孔雀的精靈，於第二季登場。精靈魔法學園的老師，負責魔法美術學。
眼鏡老師（Megane Teacher）
配音員：鈴木裕斗（日本）；翟耀輝（香港）
眼鏡猴的精靈，於第二季登場。精靈魔法學園的老師，負責Fairilu歷史學。
阿班老師（Vam Sensei）
配音員：小林裕介（日本）；陳耀楠（香港）
吸血鬼的精靈，於第二季登場。只會在一年一度的萬聖節當天出現，並會在當天尋找結婚對象。今年出現時擔任一天精靈魔法學園的老師，負責惡作劇學。
龍老師（Dora Sensei）
配音員：堀江瞬（日本）；张方正（Fairilu形态）、潘文柏（龙形态）（香港）
龍的精靈，於第二季登場。精靈魔法學園的老師，負責星世界學。全名為「龍・杜拉哥・茲班・蘭斯達巴・艾達尼・亞魯迪派恩3世」。
胡夫伯爵（Ufu Koushaku）
配音員：小林裕介（日本）；黃啟昌（香港）
貓的精靈，於第二季登場。與貓夫人是夫婦，於第34話進行結婚儀式。
哈姆老師（Ham Sensei）
配音員：内田彩（日本）；鄭麗麗（香港）
倉鼠的精靈，於第二季登場。精靈魔法學園的老師，負責魔法生物學。
梔子花（Gardenia）
配音員：南條愛乃（日本）；陸惠玲（香港）
梔子花的精靈，於第二季登場。現任Fairilu歌姬，使命是於世界各地旅行，用自己擁有治癒能力的歌聲唱出「再生之歌」，治癒世間上的人與物。曾因失蹤（其實是被瑞伊綁架）而無法履行使命，因此出現在莉普的夢中請求她代替自己成為下任Fairilu歌姬。於最終話中因莉普的歌聲恢復作為歌姬的力量，能夠繼續擔任Fairilu歌姬。
蜥蜴老師（Lizard Sensei）
配音員：能登麻美子（日本）；李潤知（香港）
蜥蜴的精靈，於第二季登場。精靈魔法學園的老師，負責魔法生物飼養學。時常與自己的夥伴白獸「壁虎」（配音：增田俊樹（日本）；雷霆（香港））在一起。
阿貴＆阿婦（Chipu & Himepu）
配音員：內田彩、佐藤聰美（日本）；陸惠玲、鄭麗麗（香港）
貴賓犬的精靈，於第二季登場。羊咩老師的寵物。
星辰花（Statice）
配音員：堀江瞬（日本）；關令翹（香港）
星辰花的精靈，於第二季登場。負責守護Fairilu歌姬梔子花。在梔子花失蹤期間顯得十分擔心；得知莉普被指名成為下任Fairilu歌姬時，起初並不接受，但後來漸漸承認了她。
Fairilu Guga
配音員：白井悠介（日本）；梁偉德（香港）
於《花漾精靈 秘密圖鑑》登場。孕育出Fairilu之樹的暗之女王。
動畫版則於第三季登場，為Little Fairilu的守護者。與書本不同，動畫中其性別為男。
Fairilu Selene
配音員：豐口惠（日本）；鄭麗麗（香港）
於《花漾精靈 秘密圖鑑》登場。孕育出Fairilu之樹的光之女王，而其在樹上掉下的眼淚為最初的Fairilu種子。
動畫版則於第三季登場，為Little Fairilu的守護者。

### 人類

#### 第1-2季
花村望（Hanamura Nozomu）
配音員：花江夏樹（日本）；陳灝瑋（香港）
初中生，為第一季的人類主角。從小就相信Fairilu的存在，夢想是成為Fairilu研究家。養有叫「奧布朗」的垂耳兔。在學校是個優等生，人氣頗高。曾鼓勵莉普推開出生之門，並親眼目擊她的誕生。之後有一次遇到了莉普的人類姿態（花咲由美莉），因為她和他一樣都相信Fairilu（因為由美莉本來就是Fairilu），感覺得到鼓勵，漸漸對她產生好感。在第一季終段終於與莉普（Fairilu姿態）再次見面，並成為了她的搭檔；然而仍未知道由美莉就是莉普的事實（直至第二季48話）。於第二季中段決定要往外國留學，修讀Fairilu研究學，學習更多關於Fairilu的事。第二季尾段，接受莉普解除搭檔關係的請求，並陷入失落；之後為了在Little Fairilu陪伴要成為Fairilu歌姬的莉普，對她說自己要成為Fairilu；在最終話，當梔子花能繼續當Fairilu歌姬，莉普不須急於接替她時，兩人重新成為搭檔。
雪花蓮（Drop）
望的Fairilu形態，於第三季出場；雪花蓮的花朵精靈，與前兩季的望為不同的人。與莉普相愛。
花村里娜（Hanamura Rira）
配音員：渡谷美帆（日本）；袁淑珍（香港）
望的奶奶，以畫Fairilu成名的畫家。平時居住在法國，偶爾會回到日本住在別墅。年輕的時候就認識Fairilu Gole（阿蓮），並曾經成為搭檔、交往過，但後來因他要留在Little Fairilu裡成為Fairilu Gole而分開；現在仍偶有聯絡。
花村可（Hanamura Karen）
配音員：能登麻美子（日本）；何璐怡（香港）
望的妹妹，小學三年級生，於第二季登場並成為該季人類主角。和哥哥一樣相信並喜愛Fairilu。身體有病，曾經因此需要到外國住院治療，期間在醫院的花園中拾到了小凜的Fairilu種子，之後一直感到其鼓勵，因而對這種子珍而重之。得知為了讓小凜誕生需要把種子拿到Little Fairilu，因不想與其分開而獲贈魔法之鏡，使她可轉化為Fairilu的姿態並進入Little Fairilu；在Little Fairilu裡鼓勵小凜推開出生之門，並在她出生後成為她的搭檔。養有叫「阿菲」（配音：白井悠介（日本）；（香港））的白毛貓。將來的夢想是成為作家，創作自己的故事。
美緒（Mio）
配音員：赤崎千夏（日本）；張頌欣（香港）
望的青梅竹馬，與望就讀同一中學。最初並不太相信Fairilu的存在，但現在對望希望再次遇到Fairilu表示鼓勵。
風間優斗（Kazama Yuuto）
配音員：小林裕介、佐藤聰美（童年）（日本）；鍾見麟、鄭麗麗（童年）（香港）
高中生，天才小提琴家。養有叫「科提」（配音：阿部敦（日本）；（香港））的大型狗。初次見到身為Fairilu的羅絲時也沒有驚訝，因為母親茱莉亞是與羅絲同樣的玫瑰Fairilu。後來和羅絲成為了搭檔。
朱利（Juli）
優斗的Fairilu形態，於第三季出場；花朵精靈，與前兩季的優斗為不同的人。與羅絲相愛。
風間茱莉亞（Kazama Julia）
配音員：日高里菜（日本）；曾秀清（香港）
優斗的母親，於第二季登場；現已去世。本來為玫瑰的Fairilu，但因與身為人類的優斗的父親戀上，放棄翅膀成為人類，與他結婚，而其壽命亦被減去。
青葉由佳利（Aoba Yukari）
配音員：高橋未奈美（日本）；黄昕瑜（香港）
里娜的朋友，服裝店店主，店內的服裝和飾物都是由她設計。是阿菫的學習對象，後來和她成為了搭檔。
繪里（Eri）
配音員：森永千才（日本）；葉曉欣（香港）
望的表妹，幼稚園生。住在花村家附近，時常會過來玩。和花村兄妹一樣相信並喜愛Fairilu。
櫻庭香乃（Sakuraba Kano）
配音員：久野美咲（日本）；林元春（香港）
小學生，悠人的青梅竹馬。喜愛讀《Fairilu圖鑑》，相信並喜愛Fairilu。偶然遇到意外闖入人類世界的向日葵，與她成為朋友，後來成為了搭檔。於第二季成為可的同學和朋友。
楠木悠人（Kusunoki Haruto）
配音員：渡谷美帆（日本）；黃玉娟（香港）
小學生，香乃的青梅竹馬。喜歡踢足球。性格溫柔然而粗魯，經常把香乃弄哭。偶然遇到意外闖入人類世界的蒲公英，一開始把他困在金魚缸中，想帶他給香乃看，蒲公英明白他想和香乃道歉後願意幫助他，逐放走蒲公英，並成為朋友，後來成為了搭檔。於第二季成為可的同學和朋友。
海堂琉湖（Kaidou Ruko）
配音員：日高里菜（日本）；詹健兒（香港）
青少年間頗有人氣的模特兒。珍珠初次當模特兒時遇到的同場出演的模特兒，在她因採排表現不佳而沮喪時激勵了她。曾因為要回鄉幫助母親打理麵包店和照顧弟弟而考慮停止做模特兒，但看到珍珠在台上的努力後，重拾了勇氣，決定嘗試兩者兼顧。於第二季成為珍珠的搭檔。
森野真姬菇（Morino Shimeji）
配音員：久野美咲（日本）；成瑤孆（香港）
「真姬菇咖啡店」的店主，於第二季登場。性格害羞怕見人，喜歡彈吉他。因為性格而使咖啡店沒有客人，得到到訪的蘑菇三姊妹等人的幫助，令店舖受歡迎，後來成為蘑菇三姊妹——藍菇、紅點點與松茸的搭檔。
藪下（Yabushita）
配音員：白井悠介（日本）；關令翹（香港）
發現由美莉（莉普）的偶像才能的人。於第二季成為由美莉的經理人。
葛卷（Kuzumaki）
配音員：鈴木裕斗（日本）；李致林（香港）
藝人，於第二季登場。性格輕浮，曾試過與由美莉（莉普）、羅絲搭訕。亦曾與由美莉合作演出節目，期間試圖揭發她與望的戀情。
紫苑（Sion）
配音員：間島淳司（日本）；關令翹（香港）
牛舌草的人類搭檔，現在已因病去世。曾與牛舌草互相深愛著；因不想牛舌草難過而沒有告訴過她即將病逝的事實，離她而去，結果反而使她對人類產生憎恨。墓碑被牛舌草的花包圍著。
於第三季再次出場；此作中他仍然在世。與牛舌草仍然相愛。

#### 第3季
花園愛麗絲（Hanazono Arisu）
配音員：岩井映美里（日本）；陳皓宜（香港）
代表顏色：  柠檬色（  粉红色）
初中一年級生，為第三季的人類主角。由於不擅長與人說話，剛轉校的她並不太能交朋友。一天在一間雜貨店裡找到了魔法吊墜和魔法之書，並藉此遇上了莉普和麥穗星，以及和她們一起進入了Little Fairilu；從此之後，當有煩惱時便會用魔法吊墜去一趟Little Fairilu找Fairilu們，並收集Fairilu卡牌，同時在種種經歷中逐漸成長。對同學的光希抱有好意。喜愛繪畫，夢想是成為繪本作家，描繪有關Fairilu的事。
七海渚（Nanami Nagisa）
配音員：佐藤聰美（日本）；羅孔柔（香港）
愛麗絲轉校後最早認識的朋友。
柚木胡桃（Yuzuki Kurumi）
配音員：內田彩（日本）；何璐怡（香港）
愛麗絲轉校後最早認識的朋友。
草野光希（Kusano Mitsuki）
配音員：增田俊樹（日本）；李致林（香港）
與愛麗絲就讀同一所中學的少年，愛麗絲對他抱有好感。
花園瑪麗（Hanazono Marie）
配音員：日高里菜（日本）；葉曉欣（香港）
愛麗絲的姐姐，是在學校文武雙全的優等生。
花園艾瑪（Hanazono Ema）
配音員：豐口惠（日本）；陸惠玲（香港）
愛麗絲的母親。

### 寶石寵物
《花漾精靈》前一動畫系列的角色，兩度在動畫中（第一季第47話及第二季第19話）與Fairilu共演。
露比（Ruby）
配音員：齋藤彩夏（日本）；凌晞（第一季）→何璐怡（第二季）（香港）
眼睛為紅寶石的白色日本兔。於第一季第47話及第二季第19話登場。性格活潑開朗，有點兒冒失，但也有關心朋友的心。在寶石王國的聖誕派對當天，因奈娜偷看她的聖誕禮物而和她爭吵，並捲入奈娜的失敗魔法而誤闖Little Fairilu，遇上了莉普，與Fairilu們成為朋友並參加他們的聖誕派對；臨走時對Little Fairilu施了下雪的魔法（但其實下的是大福），為他們送上白色聖誕。再次登場時，和佳娜德她們說起了Fairilu的事情，並因應奈娜提議五人一起施展進入Little Fairilu的魔法但失敗，反而與另一世界的莉普和小凜的魔法連動而令她們進入了寶石王國。
拉布拉（Labra）
配音員：澤城美雪（日本）；劉惠雲（香港）
眼睛為拉長石的北極熊。於第一季第47話及第二季第19話登場。雖然外表是嬰兒，但其實是腹黑性格。在寶石王國的聖誕派對當天，因被發現偷看露比的聖誕禮物而和她爭吵，並一氣之下施了失敗的魔法而誤闖Little Fairilu，降落在美麗島上，遇上俊男美女精靈；後來參加了Fairilu們的聖誕派對，和大家成為朋友；臨走時和露比一同施了下雪的魔法。再次登場時，和佳娜德她們說起了Fairilu的事情，並提議五人一起施展魔法進入Little Fairilu，但失敗，反而與另一世界的莉普和小凜的魔法連動而令她們進入了寶石王國；為了拯救受同樣闖入了寶石王國、要搶走魔法之鏡和抓走Fairilu的鳳蝶他們的威脅的莉普和小凜，借助魔法之鏡的力量變身成巨大機器人，打敗了鳳蝶他們。對俊男美女精靈的舞似乎有濃厚興趣。
佳娜德（Garnet）
配音員：平野綾（日本）；林元春（香港）
眼睛為石榴石的粉紅色波斯貓。於第二季第19話登場。熱愛時尚，被稱為「造型教主」（然而本人認為這稱號很土氣）。從露比和奈娜口中得知Fairilu的事情，因應奈娜提議五人一起施展進入Little Fairilu的魔法但失敗，反而與另一世界的莉普和小凜的魔法連動而令她們進入了寶石王國。認為Fairilu是十分時尚的存在。
莎菲（Sapphie）
配音員：佐佐木望（日本）；梁少霞（香港）
眼睛為藍寶石，擁有乳黃色身體和藍色耳朵的查理斯王小獵犬。於第二季第19話登場。從露比和奈娜口中得知Fairilu的事情，因應奈娜提議五人一起施展進入Little Fairilu的魔法但失敗，反而與另一世界的莉普和小凜的魔法連動而令她們進入了寶石王國。
安潔拉（Angela）
配音員：豐崎愛生（日本）；成瑤孆（香港）
眼睛為天使石的粉紅色羊駝。於第二季第19話登場。從露比和奈娜口中得知Fairilu的事情，因應奈娜提議五人一起施展進入Little Fairilu的魔法但失敗，反而與另一世界的莉普和小凜的魔法連動而令她們進入了寶石王國。

## 用語和魔法道具
Little Fairilu
Fairilu居住的世界。時間流逝比人類世界慢，因此Fairilu的壽命比人類長。
神聖精靈學園
Fairilu学习魔法学、占卜学、恋爱学等学科知识的地方。
精靈魔法學園
動畫第二季出現，Fairilu的第二所學校，宿舍制，由神聖精靈學園變身而成。
Big Humalu（Big Humalu）
Fairilu語言中人類居住的世界，而人類則被稱為「Humalu」。
Fairilu種子
Fairilu诞生的地方，由Fairilu之樹播种而成。在Fairilu種子中，婴儿时期的Fairilu用自己的力量打开出生之門，从而出生，从婴儿成长为小孩子。
Fairilu钥匙
伴随着Fairilu的诞生而与生俱来的钥匙。使用Fairilu魔法时会变大，平时缩小变成项链；也可以用变大了的鑰匙飛行，能比翅膀飛得更高、更遠。成為搭檔的人類也可用其獲得的鑰匙使出魔法，然而由於人類本身沒有魔力，魔力由其締結的Fairilu而來，若濫用魔法則會令Fairilu感到疲累，甚至陷入昏迷；解除搭檔關係的話人類的複製鑰匙會變為白色。
Fairilu之門
Fairilu施展Fairilu魔法時會出現的門，也是Little Fairilu和不同地方（特別是人類世界）的連接。在Fairilu的成長過程中有三種Fairilu之門：在Fairilu種子中出生時要推開的門是「誕生之門」；幫助尋找將來的夢想的門，即是施展魔法的門是「成長之門」；幫助让梦想成真，連接可以實現夢想的地方的門是「夢想之門」。
Fairilu寶石
從老師手上依照Fairilu的行為獲得的細小寶石。每顆寶石都记录了发生在Fairilu身上的一些具有特定意义的事件，如果Fairilu失去寶石就会失去寶石所记录下的事件相关的一切记忆。
幸福寶石（Happinelu Bijou）
Fairilu取得好成绩或做了好事的奖励。據說收集足够多了会有好事发生。
星屑寶石（Detoile Bijou）
Fairilu表现不好的惩罚。據說收集太多会发生非常可怕的事情。
特別寶石（Rare Bijou）
在特別活動中或Fairilu做了特別的事情時的奖励。
泡泡Rilu（Shaborilu）
Little Fairilu的傳統運動，以由洗刷棉花狗而成並施加了魔法的肥皂泡當作球。
搭檔（Buddy）
擁有強烈感情的牽絆的人類和Fairilu缔结後的称呼，並會互相協助對方實現夢想。成為搭檔前要先進行缔结仪式。與Fairilu缔结的人類会得到一把外形与功能和那Fairilu的完全一样的Fairilu钥匙。有搭檔會為了愛情等原因而成為對方的種族，然而這需要負出代價：成為人類的Fairilu需要捨棄翅膀，其壽命亦會被減去；成為Fairilu的人類更會失去轉生前的記憶，轉化成Fairilu種子並以Fairilu的身份重生。
《Fairilu圖鑑》
花村里娜所著的繪本，收錄了許多Fairilu的圖畫和資料。
Fairilu相機
相機型的道具，可以讓人類看到因Fairilu魔法而隱藏的Fairilu，亦有基本拍照功能。
Fairilu平板
平板電腦型的道具，有一般平板電腦有的聯絡、拍照、搜尋資料等功能；它亦可讓用戶與在Little Fairilu的Fairilu進行實時互動。
魔法之鏡
動畫第二季出現，是手鏡型的道具，可以讓人類與Fairilu身處在不同地方也可以視訊。此外，它也可做出不同的變身，例如對人類使用時，可以使他轉化為Fairilu的姿態。
魔法吊墜
動畫第三季出現，靈擺型的道具，並附有魔法之書。原本是古代魔法使的道具。可以讓人類召喚Fairilu，並作為Little Fairilu的入口；從Little Fairilu回來後，Fairilu卡牌會出現，描繪著有關在Little Fairilu中經歷的事的圖畫和相關的占卜語句。

## 電視動畫

### 製作人員
|                            | 第1季                                                           | 第2季                                                           | 第3季                                               |
| -------------------------- | --------------------------------------------------------------- | --------------------------------------------------------------- | --------------------------------------------------- |
| 原作                       | Sanrio、Sega Toys                                               | Sanrio、Sega Toys                                               | Sanrio、Sega Toys                                   |
| 監督                       | 五城櫻                                                          | 五城櫻                                                          | 前田地生                                            |
| 監督                       | 今中菜菜（第3季為監修）                                         |                                                                 |                                                     |
| 系列構成                   | 松井亜弥                                                        | 面出明美                                                        | 面出明美                                            |
| 角色設計                   | 山口仁七                                                        | 山口仁七                                                        | 山口仁七                                            |
| 副角色設計                 | 、龜谷響子                                                      | 、龜谷響子                                                      |                                                     |
| 副角色設計                 | 小野可奈子                                                      |                                                                 |                                                     |
| 美術監督                   | 西倉力                                                          | 西倉力                                                          | 西倉力                                              |
| 色彩設計                   | 桂木今里                                                        | 桂木今里                                                        | 松本真司                                            |
| 攝影導演                   | 川口正幸                                                        | 川口正幸                                                        |                                                     |
| CG導演                     | 濱村敏郎                                                        | 濱村敏郎                                                        |                                                     |
| 編輯                       | 松村正宏                                                        | 松村正宏                                                        |                                                     |
| 音響監督                   | 山本浩司                                                        | 山本浩司                                                        | 山本浩司                                            |
| 音樂                       | 鶴﨑輝一、岩崎隆一                                              | 鶴﨑輝一、岩崎隆一                                              | ゆうゆ 大門瞬                                       |
| 音樂                       | 池嵜拳（第1 - 33話）                                            |                                                                 | ゆうゆ 大門瞬                                       |
| 音響製作                   | DAX Production                                                  | 叶音                                                            | 叶音                                                |
| 音樂製作                   | Drive                                                           | Drive                                                           | INCS toenter                                        |
| 製作人                     | 吉野文（第1季第1 - 23話）→梅津智史（第1季第24話 - 第2季第51話） | 吉野文（第1季第1 - 23話）→梅津智史（第1季第24話 - 第2季第51話） | 藤田知美、坂本直紀、竹枝義典                        |
| 製作人                     | 宮崎奈緒子                                                      |                                                                 |                                                     |
| 製作人                     | 大野亮介（第1季第1 - 23話）→梶原剛（第1季第24話 - 第3季第26話） |                                                                 |                                                     |
| 動畫製作人                 | 市岡大輔                                                        | 市岡大輔                                                        | 佐久間智紀                                          |
| 動畫製作                   | STUDIO DEEN                                                     | STUDIO DEEN                                                     | STUDIO DEEN                                         |
| 製作                       | 東京電視台、MediaNet                                            | 東京電視台、MediaNet                                            | 「告訴我吧魔法吊墜～莉露莉露妖精莉露～」 製作委員會 |
| 莉露莉露妖精莉露製作委員會 | AT-X、Sanrio、STUDIO DEEN、Sega Toys 創通、大阪電視台、MediaNet | AT-X、Sanrio、STUDIO DEEN、Sega Toys 創通、大阪電視台、MediaNet | （非公開）                                          |
| 莉露莉露妖精莉露製作委員會 | DAX Production                                                  | 叶音                                                            | （非公開）                                          |

### 主題曲

#### 第1季
片頭曲「Brand New Days」
作詞：藤林聖子／作曲、編曲：Beom&Nang／歌：Apink
- 第9話起使用完成版影像。

片尾曲
「key of life」（第1－15話）
作詞：原田茂幸、jam／作曲：原田茂幸／編曲：原田茂幸、湯淺篤／歌：Shiggy Jr.
（Kerakera望向那邊嘿!）（第16－33話）
作詞：、森、Litz／作曲：ふるっぺ／編曲：賀佐泰洋／歌：ケラケラ
（Rilu Rilu Wonderful Girl!）（第34－59話）
作詞：こだまさおり／作曲、編曲：石塚玲依／歌：花朵精靈（莉普（花守由美里）、阿菫（日高里菜）、向日葵（內田彩）、羅絲（楠田亞衣奈））
插入曲（夢想之門 〜為你傳遞Rilu Rilu Fairilu〜）（第30話）
作詞、作曲：鶴崎輝一／歌：莉普/花咲由美莉（花守由美里）
- 第30話初次出現，之後的話數以至第2季也有出現。
- 第2季最終話作為片尾曲使用。

#### 第2季
片頭曲
（Papipupe PON!）（第1－38話）
作詞：藤林聖子／作曲：伊藤賢／歌：Apink
（櫻花盛開的藍色春天）（第39－51話）
作詞、作曲：／編曲：／歌：SILENT SIREN
※香港版本第2季中，以上兩首曲皆未被使用。
片尾曲
「（Ver.）」（拜託科技）（第1－26話）
作詞、作曲、編曲：田村步美／歌：Q-pitch
- 香港版本第2季中，片頭曲與第1－26話片尾曲皆使用此曲。

（Fairy Smile）（第27－50話）
作詞、作曲、編曲：田村步美／歌：Q-pitch

插入曲（再生之歌）（第40話）
作詞、作曲、編曲：不明／歌：莉普/花咲由美莉（花守由美里）、梔子花（南條愛乃）
- 第40話初次出現，之後的話數也有出現。
- 有莉普、梔子花各自的獨唱版本，亦有兩人的合唱版本。

#### 第3季
片頭曲（告訴我吧魔法吊墜）
作詞、作曲、編曲：ゆうゆ／歌：莉普（花守由美里）& 麥穗星（小澤亞李）
片尾曲（“喜愛”的樣子）
作詞、作曲、編曲：／歌：莉普（花守由美里）

### 各話列表
| 話數   | 日文標題 | 香港標題                                                    | 劇本       | 分鏡            | 演出            | 作畫監督                                     | 總作畫監督        |
| ------ | -------- | ----------------------------------------------------------- | ---------- | --------------- | --------------- | -------------------------------------------- | ----------------- |
| 第1話  |          | 出生了，鬱金香的精靈神聖精靈學園的第一課                    | 松井亞彌   | 五城櫻          | 藤本義孝        | 青野厚司 山村俊了                            | -                 |
| 第2話  |          | 花的家，花草類精靈村落小葵和小菫，第一次的精靈魔法                    | 松井亞彌   | 渡邊慎一        |                 | 島崎克實 小野可奈子 蒼依ふたば               |                   |
| 第3話  |          | 的低潮向日葵在班裡很受歡迎                                        | 坪田文     | 西村純二        | 渡邊正彥        | 平田賢一 富永一仁 飯嶋友里恵                 | 山口仁七          |
| 第4話  |          | 我們真是太美麗了亮晶晶和樂搖搖，一起用心工作吧              | 山田花名   | 中村憲由        | 中村憲由        | 飯飼一幸 古瀨登                              |                   |
| 第5話  |          | 阿菫，雨天和一封舊信蘑菇三姐妹太害羞                            | 池野みのり | 渡邊慎一        | 今中菜菜        | 青野厚司 和田伸一                            | 山口仁七          |
| 第6話  |          | 鈴蘭和莉普，被禁止進行的冒險又有新對手出現？人魚類精靈          | 笹野惠     | 井内秀治        | 平向智子        | 如月遠河 藤田正幸                            |                   |
| 第7話  |          | 魔法測驗門口到底在哪裡？                                    | 面出明美   | 藤本義孝        | 藤本義孝        | 龜谷響子 山村俊了                            | 山口仁七          |
| 第8話  |          | 精靈嘉年華淒美地盛放吧，櫻花                                | 中瀨理香   | 西村純二        | 吉田俊司        | 大西陽一 青野厚司                            |                   |
| 第9話  |          | 我最喜歡羅絲精靈誕生節                                          | 橫手美智子 | 渡邊慎一        | 又野弘道        | 小山知洋 竹島照子                            | 山口仁七          |
| 第10話 |          | 失去翅膀的精靈樹上理髮店開張了                              | 松井亞彌   | 稻垣隆行        |                 | 島崎克實 小野可奈子 藤田正幸                 |                   |
| 第11話 |          | Rilu Rilu 泡泡Rilu變色龍老師的變身學                        | 坪田文     | 高橋知也        | 渡邊正彦        | 藤田正幸 青野厚司                            | 山口仁七          |
| 第12話 |          | 為什麼會有心跳的感覺？我們實在太美了                        | 山田花名   | 中村憲由        | 中村憲由        | 飯飼一幸 古瀨登                              |                   |
| 第13話 |          | 獨家新聞！毒夜校報精靈之門的另一邊                          |            | 西村純二        | 今中菜菜        | 大西陽一 和田伸一                            | 山口仁七          |
| 第14話 |          | 金魚老師的戀愛學奶奶的回憶                                  | 面出明美   | 渡邊慎一        | 平向智子        | 如月銀河 小林史緒里                          |                   |
| 第15話 |          | 神秘的英俊教練！泡泡Rilu對決                                | 笹野恵     | 藤本義孝        | 牧野友映        | 龜谷響子 山村俊了                            | 山口仁七          |
| 第16話 |          | 不可思議的霞草精靈糖果引起的騷動                            | 中瀨理香   | 又野弘道        | 又野弘道        | 小山知洋                                     |                   |
| 第17話 |          | 究竟什麼是戀愛呢？蒲公英對紅蜻蜓 獨角獸競速比試             | 橫手美智子 | 渡邊慎一        | 吉田俊司        | 青野厚司 藤田正幸                            | 山口仁七          |
| 第18話 |          | 今天開始就是雨季美麗的精靈舞                                | 山田花名   | 渡邊慎一        | 藤田健太郎      | 島崎克己 松尾優希                            |                   |
| 第19話 |          | 繡球花的七色魔法比賽吧！蔬果烹飪大賽！                      | 坪田文     | 渡邊慎一        | 渡邊正彦        | 山内大輔 和田伸一                            | 山口仁七          |
| 第20話 |          | 引以為傲的寵物 親親寵物節阿薊與羅絲大姐？                       |            | 中村憲由        | 中村憲由        | 飯飼一幸 古瀨登                              |                   |
| 第21話 |          | 戶外學習！目的地是人類世界？精靈變身，變身成為人類！        | 松井亞彌   | 渡邊慎一        | 今中菜菜        | 龜谷響子 山村俊了                            | 山口仁七          |
| 第22話 |          | 歡迎來到人類世界                                            | 面出明美   | 渡邊慎一        |                 | 如月銀河                                     |                   |
| 第23話 |          | 人類世界，危險四伏？                                        | 面出明美   | 渡邊慎一        | 吉田俊司        | 青野厚司 山内大輔                            | 山口仁七          |
| 第24話 |          | 美麗的服裝店我想見阿望…                                     | 松井亞彌   | 渡邊慎一        | 渡邊正彦        | 大西陽一 和田伸一                            |                   |
| 第25話 |          | 獨角仙和鍬形蟲的夢想星星的星空舞台                          | 中瀨理香   | 又野弘道        | 又野弘道        | 竹島照子 三井壽                              | 山口仁七          |
| 第26話 |          | 菇菌的煩惱諮詢室來自海中燈台城的請柬                        | 笹野恵     | 井内秀治        | 藤田健太郎      | 島崎克己 三浦春樹                            |                   |
| 第27話 |          | 高貴正直而美麗古代遺跡的大冒險                              | 坪田文     | 渡邊慎一        | 牧野友映        | 龜谷響子 山村俊了                            | 山口仁七          |
| 第28話 |          | 榴槤的回歸，做好吃的美食吧夏天來了，Beautiful Beautiful樂園 | 山田花名   | 中村憲由        | 中村憲由        | 飯飼一幸 古瀨登                              |                   |
| 第29話 |          | 棉花狗夏令營橄欖的眼淚                                      | 笹野恵     | 福島宏之        | 吉田俊司        | 青野厚司 山内大輔                            | 山口仁七          |
| 第30話 |          | 命運的精靈之門我要成為偶像，Rilu                            | 中瀨理香   | 渡邊慎一 五城櫻 | 大塚隆寛 五城櫻 | 小野可奈子 小林史緒里 和田伸一               |                   |
| 第31話 |          | 神聖精靈學園教職員會議                                      | 松井亞彌   | 今中菜菜        | 今中菜菜        | 和田伸一 大西陽一                            | 山口仁七          |
| 第32話 |          | 蜘蛛的黑魔術揭曉吧，寶石的秘密                              | 橫手美智子 | 又野弘道        | 又野弘道        | 三井壽 竹島照子                              |                   |
| 第33話 |          | 蘑菇三姐妹吵架番茄和紅蘿蔔，請你盡情品嘗吧                  |            | 渡邊慎一        | 渡邊正彦        | 龜谷響子 山村俊了                            | 山口仁七          |
| 第34話 |          | 小菫的時裝表演                                                  | 面出明美   | 福島宏之        | 吉田俊司        | 藤田正幸 如月銀河 島崎克己                   |                   |
| 第35話 |          | 決戰，獨角獸競速大賽橄欖和彼岸花的二人冒險                  | 笹野恵     | 井内秀治        | 山地光人        | 青野厚司 山内大輔                            | 山口仁七          |
| 第36話 |          | 人類和精靈是不可以相愛？                                    | 坪田文     | 中村憲由        | 中村憲由        | 飯飼一幸 古瀨登                              |                   |
| 第37話 |          | 大家一起唱吧 金絲雀老師的合唱學來創作校歌吧                 | 面出明美   | 渡邊慎一        | 牧野友映        | 大西陽一 和田伸一                            | 山口仁七          |
| 第38話 |          | 我們就是蔬菜雙星特別寶石的守護者，貓頭鷹，呵                | 中瀬理香   | 福島宏之        |                 | 小林史緒里                                   |                   |
| 第39話 |          | 小小精靈國的萬聖節之夜人類世界的歡樂萬聖節                  | 松井亞彌   | 渡邊慎一        | 今中菜菜        | 龜谷響子 山村俊了                            | 山口仁七          |
| 第40話 |          | 歡迎來到精靈之家愛的英雄，Beautiful戰隊                     | 山田花名   | 又野弘道        | 又野弘道        | 菅野智之 竹島照子                            |                   |
| 第41話 |          | 螳螂，懷抱大志吧精靈感謝祭                                  |            | 渡邊慎一        | 渡邊浩          | 青野厚司 山内大輔                            | 山口仁七          |
| 第42話 |          | 向日葵和蒲公英一起去人類世界                                      | 面出明美   | 渡邊慎一        | 渡邊正彦        | 藤田正幸 吉田和香子                          |                   |
| 第43話 |          | 和精靈一起玩？有魔法的平板珍珠要出道當模特兒                | 笹野恵     | 渡邊慎一        | 吉田俊司        | 大西陽一 和田伸一                            | 山口仁七          |
| 第44話 |          | 極光的夢幻窗簾燃燒吧，草蜢！表白大作戰！？                  | 橫手美智子 | 中村憲由        | 中村憲由        | 古瀨登 河村涼子 藤田正幸                     |                   |
| 第45話 |          | 一起做聖誕星星吧                                            | 面出明美   | 渡邊慎一        | 今中菜菜        | 龜谷響子 山村俊了                            | 山口仁七          |
| 第46話 |          | 加油！聖誕老人的徒弟平安夜的奇蹟！來自莉普的禮物                |            | 渡邊慎一        | 栗山美秀        |                                              |                   |
| 第47話 |          | 寶石寵物，來自魔法王國的客人                                | 松井亞彌   | 近藤信宏        | 渡邊正彦        | 山内大輔 青野厚司                            | 山口仁七 宮川知子 |
| 第48話 |          | 西芹和濃霧，在溜冰場的相遇小雪的朋友                        | 中瀨理香   | 又野弘道        |                 | 小林史緒里                                   |                   |
| 第49話 |          | 不得了，大家都變成嬰孩                                      | 松井亞彌   | 渡邊慎一        | 渡邊浩          | 藤田正幸 吉田和香子                          | 山口仁七          |
| 第50話 |          | 夢想的精靈之門第一個搭檔誕生了                              | 松井亞彌   | 渡邊慎一        | 吉田俊司        | 青野厚司 和田伸一                            |                   |
| 第51話 |          | 橄欖的決心向日葵和蒲公英，新的連繫                                | 面出明美   | 福島宏之        | 今中菜菜        | 龜谷響子 山村俊了                            | 山口仁七          |
| 第52話 |          | 即使這場戀愛沒辦法開花結果…                                 | 坪田文     | 中村憲由        | 中村憲由        | 古瀨登                                       | -                 |
| 第53話 |          | 小小精靈國的情人節第一次就是最後一次？莉普的情人節              | 面出明美   | 渡邊慎一        | 渡邊正彦        | 山内大輔 青野厚司                            | 山口仁七          |
| 第54話 |          | 不會放棄！莉普，挑戰夢想！                                      | 坪田文     | 福島宏之        | 栗山美秀        | 關口雅浩 石堂伸晴 樋口香住 服部憲知          | -                 |
| 第55話 |          | 要守護兩顆連繫的心                                          | 松井亞彌   | 渡邊慎一        | 吉田俊司        | 藤田正幸 吉田和香子                          | 山口仁七          |
| 第56話 |          | 不同世界和命運的兩個人                                      | 面出明美   | 福島宏之        | 飛田剛          | 李少雷 櫻井木之實 進藤満尾 杉本幸子 服部一郎 | -                 |
| 第57話 |          | 人類世界的危機 不相信精靈的存在                             | 松井亞彌   | 渡邊慎一        | 渡邊正彦        | 青野厚司 和田伸一                            |                   |
| 第58話 |          | 牛舌草的花語                                                | 松井亞彌   | 渡邊慎一        | 渡邊浩          | 龜谷響子 山村俊了 藤田正幸                   | 山口仁七          |
| 第59話 |          | 大家的相聚，精靈頒獎禮                                      | 山田花名   | 今中菜菜        | 今中菜菜        | 大西陽一                                     | 山口仁七          |

| 話數   | 日文標題 | 香港標題                                               | 劇本       | 分鏡     | 演出            | 作畫監督                                                                    | 總作畫監督          |
| ------ | -------- | ------------------------------------------------------ | ---------- | -------- | --------------- | --------------------------------------------------------------------------- | ------------------- |
| 第1話  |          | 新的同伴，新的友誼                                     | 面出明美   | 渡邊慎一 | 吉田俊司        | 青野厚司 山内大輔                                                           | 小野可奈子          |
| 第2話  |          | 新學期開始了                                           | 面出明美   | 福島宏之 | 渡邊正彦        | 藤田正幸 吉田和香子                                                         | 龜谷響子            |
| 第3話  |          | 精靈魔法藥學，蘑菇教授出場小凜，第一次放假             |            | 中村憲由 | 中村憲由        | 古瀬登 五十嵐俊介 河村涼子                                                  | 山口仁七            |
| 第4話  |          | 能成為朋友嗎？ 令可怜心跳不已的新學期                    | 中瀨理香   | 渡邊慎一 | 吉田俊司        | 青野厚司 和田伸一                                                           | 小野可奈子          |
| 第5話  |          | 很可怕，闇魔法學的老師宿舍的晚上很不可思議             | 松井亞彌   | 福島宏之 | 又野弘道        | 山村俊了 藤田正幸 吉田和香子                                                | 龜谷響子            |
| 第6話  |          | 出道！精靈偶像由美莉！                                 | 笹野恵     | 渡邊慎一 | 渡邊正彦        | 山内大輔 大西陽一                                                           | 山口仁七            |
| 第7話  |          | 魔法裁縫學，羊咩老師登場歡迎進入美俊的搞笑學                   | 山田花名   | 西村純二 | 吉田俊司        | 吉田和香子 藤田正幸                                                         | 小野可奈子          |
| 第8話  |          | 小凜被抓走了！？                                       | 面出明美   | 渡邊慎一 | 今中菜菜        | 青野厚司 野口莉英子 大西陽一 藤田正幸                                       | 龜谷響子            |
| 第9話  |          | 魔法之鏡讓我們身體對調了                               |            | 福島宏之 | 康村諒 高山秀樹 | 飯嶋友里恵 平田賢一 木下由美子 望月俊平                                     | 山口仁七            |
| 第10話 |          | 秘密的睡衣派對魔法對決！？重臨的橡果與栗子             | 中瀨理香   | 渡邊慎一 | 渡邊正彦        | 和田伸一 山村俊了                                                           | 小野可奈子          |
| 第11話 |          | 彩色魔法孔雀嚴肅的宿舍長，席班女士                     | 松井亞彌   | 中村憲由 | 中村憲由        | 五十嵐俊介 藤田正幸 川島明子 小島唯可                                       | 龜谷響子            |
| 第12話 |          | 珍珠的心意！夢想成真的冬甩！                           | 笹野恵     | 福島宏之 | 吉田俊司        | 山内大輔 青野厚司                                                           | 山口仁七            |
| 第13話 |          | 用精靈鎖匙飛上天空吧！                                 | 山田花名   | 渡邊慎一 | 江口大輔        | 原田峰文 大谷道子 薮田裕希                                                  | 小野可奈子          |
| 第14話 |          | 向星星許願橄欖的修行                                   | 面出明美   | 西村純二 | 渡邊正彦        | 吉田和香子 藤田正幸                                                         | 龜谷響子            |
| 第15話 |          | 獻給你的音樂                                           | 坪田文     | 福島宏之 | 今中菜菜        | 大西陽一 和田伸一                                                           | 山口仁七            |
| 第16話 |          | 用魔法之鏡令自己變大！                                 | 中瀨理香   | 渡邊慎一 | 吉田俊司        | 山村俊了 中村翠 細田沙織 吉田龍一郎 山口仁七                                | 小野可奈子          |
| 第17話 |          | 精靈鎖匙與搭檔的魔法                                   | 面出明美   | 又野弘道 | 又野弘道        | 山内大輔 青野厚司                                                           | 龜谷響子            |
| 第18話 |          | 在人類世界裡開蘑菇咖啡店！                             | 池野みのり | 中村憲由 | 中村憲由        | 五十嵐俊介 川島明子 小島唯可                                                | 山口仁七            |
| 第19話 |          | 在寶石王國Rilu Rilu Fairilu加寶石閃光                                       | 松井亞彌   | 渡邊慎一 | 渡邊正彦        | 吉田和香子 伊藤智子 和田伸一                                                | 小野可奈子 宮川知子 |
| 第20話 |          | 可怜第一次的夏季露營                                     | 笹野恵     | 今中菜菜 | 今中菜菜        | 吉田龍一朗 山村俊了                                                         | 龜谷響子            |
| 第21話 |          | 去阿望的學校吧！                                       |            | 渡邊慎一 | 吉田俊司        | 大西陽一 安藤真喜                                                           | 山口仁七            |
| 第22話 |          | 為精靈花圈注滿心意                                     |            | 福島宏之 | 又野弘道        | 青野厚司 清水勝裕 坂元恵美                                                  | 小野可奈子          |
| 第23話 |          | 時空旅行的禮物                                         | 中瀨理香   | 渡邊慎一 | 吉田俊司        | 山内大輔 吉田和香子                                                         | 龜谷響子            |
| 第24話 |          | 睡公主小凜                                             | 面出明美   | 福島宏之 | 渡邊正彦        | 和田伸一 山村俊了                                                           | 山口仁七            |
| 第25話 |          | 翅膀不能飛了！                                         | 笹野恵     | 中村憲由 | 中村憲由        | 五十嵐俊介 川島明子                                                         | 小野可奈子          |
| 第26話 |          | 用魔法相簿留下回憶吧                                   | 山田花名   | 今中菜菜 | 今中菜菜        | 吉田龍一朗 大西陽一                                                         | 龜谷響子            |
| 第27話 |          | 偶像大本營，水果島戀愛中的偶像！愛情寄居蟹捕獲大作戰？ | 松井亞彌   | 渡邊慎一 | 吉田俊司        | 青野厚司 藤田正幸                                                           | 山口仁七            |
| 第28話 |          | 眼鏡老師的精靈歷史學跟阿玉的傾聽煩惱比試               |            | 福島宏之 | 渡邊正彦        | 重國浩子 吉開順子 吉田和香子                                                | 小野可奈子          |
| 第29話 |          | 可怜的夢想，奶奶以前的約定                               |            | 渡邊慎一 | 吉田俊司        | 桂木杏 吉田和香子 丸尾一                                                    | 龜谷響子            |
| 第30話 |          | 學習惡作劇！吸血鬼萬聖節！                             | 笹野恵     | 又野弘道 | 又野弘道        | 和田伸一 山村俊了                                                           | 山口仁七            |
| 第31話 |          | 回憶的旋律                                             | 面出明美   | 渡邊慎一 | 渡邊正彦        | 山内大輔 吉田龍一朗                                                         | 小野可奈子          |
| 第32話 |          | 變得幸運吧！小蠶蟲的絲綢精靈魔法學園表演會！           | 中瀨理香   | 中村憲由 | 中村憲由        | 五十嵐俊介 川島明子 小島唯可                                                | 龜谷響子            |
| 第33話 |          | 星世界學，龍老師出場蜘蛛高強的黑魔術！                 | 山田花名   | 福島宏之 | 吉田俊司        | 藤田正幸                                                                    | 山口仁七            |
| 第34話 |          | 貓夫人的婚禮蒲公英和悠人，男子漢的約定！               |            | 今中菜菜 | 今中菜菜        | 吉開順子 吉田和香子 桂木杏 野口莉英子 吉田龍一朗                            | 小野可奈子          |
| 第35話 |          | 珊瑚的減肥大作戰！傳達吧！參加飛天合唱比賽！           | 笹野恵     | 渡邊慎一 | 古賀一臣        | 櫻井木之實 小笠原理惠 和田拓也 齋藤千瑛 原田知美 久本真實 添田雪            | 龜谷響子            |
| 第36話 |          | 轉轉滾滾魔法蛋                                         | 松井亞彌   | 福島宏之 | 又野弘道        | 桂木杏 重國浩子                                                             | 山口仁七            |
| 第37話 |          | 阿望的夢想，莉普的迷惘                                     | 面出明美   | 渡邊慎一 | 渡邊正彦        | 山村俊了 吉田龍一朗                                                         | 小野可奈子          |
| 第38話 |          | Merry Christmas                                        |            | 中村憲由 | 中村憲由        | 五十嵐俊介 小島唯可 川島明子                                                | 龜谷響子            |
| 第39話 |          | 以大小來決定第一名？獨角仙和鍬形蟲的夢想遊戲！         | 中瀨理香   | 渡邊慎一 | 吉田俊司        | 山内大輔 藤田正幸                                                           | 山口仁七            |
| 第40話 |          | 夢中的歌姬增進友誼！魔法生物飼養學                     |            | 又野弘道 | 又野弘道        | 大河原晴男 佐藤元}} 馮含露                                                  | 小野可奈子          |
| 第41話 |          | 偵探出動！找出消失了的甜品！阿望的搭檔交流會           | 山田花名   | 福島宏之 | 渡邊正彦        | 吉田和香子 吉開順子                                                         | 龜谷響子            |
| 第42話 |          | 鳳蝶螽斯油蟬來到小小精靈國！                           |            | 渡邊慎一 | 吉田俊司        | 桂木杏 吉田和香子                                                           | 山口仁七            |
| 第43話 |          | 目標是贏得金牌寶石！                                   | 笹野恵     | 今中菜菜 | 今中菜菜        | 重國浩子 山村俊了                                                           | 小野可奈子          |
| 第44話 |          | 可怜與大家創作的紙話劇再生之歌、大海、繁星、花和夢境…    | 松井亞彌   | 中村憲由 | 中村憲由        | 五十嵐俊介 小島唯可 川島明子                                                | 龜谷響子            |
| 第45話 |          | 莉普的決心，要成為精靈歌姬                                 |            | 渡邊慎一 | 渡邊正彦        | 藤田正幸 吉田龍一朗                                                         | 山口仁七            |
| 第46話 |          | 再見了由美莉，淚水的最終演唱會！                       | 中瀨理香   | 渡邊慎一 | 吉田俊司        | 吉田和香子 山内大輔                                                         | 小野可奈子          |
| 第47話 |          | 魔法之鏡被搶走了？                                     | 面出明美   | 渡邊慎一 | 又野弘道        | 山村俊了 吉開順子                                                           | 龜谷響子            |
| 第48話 |          | 埋藏在心裡的秘密之門                                   | 笹野恵     | 渡邊慎一 | 渡邊正彦        | 重國浩子                                                                    | 山口仁七            |
| 第49話 |          | 阿望的決心，慢慢靠近的不安                             | 面出明美   | 渡邊慎一 | 吉田俊司        | 桂木杏 吉田龍一朗 山村俊了 野口莉英子                                       | 小野可奈子          |
| 第50話 |          | 瑞伊的絕望，阿望的希望…                                | 面出明美   | 中村憲由 | 中村憲由        | 五十嵐俊介 小島唯可                                                         | 龜谷響子            |
| 第51話 |          | 傳遞吧，再生之歌 莉普和阿望的連繫                          | 面出明美   | 今中菜菜 | 今中菜菜        | 龜谷響子 岡真里子 吉田和香子 吉開順子 山内大輔 吉田龍一朗 桂木杏 野口莉英子 | 山口仁七            |

| 話數   | 日文標題 | 香港標題                     | 劇本     | 分鏡     | 演出     | 作畫監督                                 |
| ------ | -------- | ---------------------------- | -------- | -------- | -------- | ---------------------------------------- |
| 第1話  |          | 我能認識到朋友嗎？           | 面出明美 |          |          | 森本浩文 劉雲留                          |
| 第2話  |          | 不敢在很多人面前說話！       | 面出明美 | maxcaffy | maxcaffy | maxcaffy 劉雲留                          |
| 第3話  |          | 我不想唸書                   | 面出明美 |          |          |                                          |
| 第4話  |          | 愛是什麼？                   | 面出明美 |          |          | maxcaffy                                 |
| 第5話  |          | 下雨的日子好無聊！           | 松井亞彌 | Ao Umino | Ao Umino | Ao Umino                                 |
| 第6話  |          | 我想懂得打扮！               | 松井亞彌 |          | 大勝青葉 | 劉雲留                                   |
| 第7話  |          | 和大家不同的話是不是很奇怪？ | 面出明美 |          |          |                                          |
| 第8話  |          | 不敢表露心意                 | 面出明美 |          |          |                                          |
| 第9話  |          | 不可以哭！                   | 松井亞彌 | Ao Umino | Ao Umino | Ao Umino                                 |
| 第10話 |          | 我有不想做的事！             | 松井亞彌 | 西村純二 | 渡邊正彦 | 劉雲留                                   |
| 第11話 |          | 跟朋友吵架了！               | 面出明美 |          | Ao Umino |                                          |
| 第12話 |          | 我想可愛點！                 | 面出明美 |          |          |                                          |
| 第13話 |          | 我有討厭吃的東西             | 松井亞彌 | 西村純二 | 渡邊正彦 | 劉雲留                                   |
| 第14話 |          | 為朋友的感情打打氣！         | 松井亞彌 | Ao Umino | Ao Umino | Ao Umino                                 |
| 第15話 |          | 希望你們相信我               | 面出明美 |          |          |                                          |
| 第16話 |          | 因為我們喜歡                 | 面出明美 | 西村純二 | 堀內直樹 | 劉雲留                                   |
| 第17話 |          | 釋放自我吧                   | 松井亞彌 |          |          |                                          |
| 第18話 |          | 深呼吸吧                     | 松井亞彌 | Ao Umino | Ao Umino | Ao Umino                                 |
| 第19話 |          | 要有自信！                   | 面出明美 |          |          |                                          |
| 第20話 |          | 感情加深                     | 面出明美 | 西村純二 | 渡邊正彦 | 劉雲留                                   |
| 第21話 |          | 別放棄                       | 松井亞彌 |          |          |                                          |
| 第22話 |          | 有時候也要停下腳步           | 松井亞彌 | Ao Umino | Ao Umino | Ao Umino                                 |
| 第23話 |          | 我們是連繫著的               | 面出明美 |          |          |                                          |
| 第24話 |          | 傳遞心意                     | 面出明美 | 西村純二 | 渡邊正彦 | 杜偉峰 孫偉 朱榮雙 小野可奈子 兒玉侑希惠 |
| 第25話 |          | 向夢想前進！                 | 面出明美 |          |          |                                          |
| 第26話 |          | 直到願望成真那天             | 面出明美 | Ao Umino | Ao Umino | Ao Umino                                 |

### 播放電視台
| 播放地區       | 播放電視台   | 播放日期                                           | 播放時間                                  | 所屬聯播網 | 備註                  |
| 第1季          | 第1季        | 第1季                                              | 第1季                                     | 第1季      | 第1季                 |
| -------------- | ------------ | -------------------------------------------------- | ----------------------------------------- | ---------- | --------------------- |
| 大阪府         | 大阪電視台   | 2016年2月6日－3月26日 2016年4月2日－2017年3月25日  | 星期六 07:00 - 07:30 星期六 10:00 - 10:30 | 東京電視網 | 製作委員會成員        |
| 關東廣域圈     | 東京電視台   | 2016年2月6日－3月26日 2016年4月2日－2017年3月25日  | 星期六 09:30 - 10:00 星期六 10:00 - 10:30 | 東京電視網 | 製作局                |
| 北海道         | 北海道電視台 | 2016年2月7日－3月27日 2016年4月2日－2017年3月25日  | 星期日 07:00 - 07:30 星期六 10:00 - 10:30 | 東京電視網 |                       |
| 愛知縣         | 愛知電視台   | 2016年2月7日－3月27日 2016年4月2日－2017年3月25日  | 星期日 07:00 - 07:30 星期六 10:00 - 10:30 | 東京電視網 |                       |
| 岡山縣、香川縣 | 濑户内電視台 | 2016年2月7日－3月27日 2016年4月2日－2017年3月25日  | 星期日 07:00 - 07:30 星期六 10:00 - 10:30 | 東京電視網 |                       |
| 福岡縣         | TVQ九州播放  | 2016年2月7日－3月27日 2016年4月2日－2017年3月25日  | 星期日 07:00 - 07:30 星期六 10:00 - 10:30 | 東京電視網 |                       |
| 日本全國       | AT-X         | 2016年4月9日－9月24日 2016年10月4日－2017年5月23日 | 星期六 21:30 - 22:00 星期二 21:30 - 22:00 | 衛星電視   | 製作委員會成員 有重播 |
| 和歌山縣       | 和歌山電視台 | 2016年4月20日－2017年5月31日                       | 星期三 07:30 - 08:00                      | 獨立局     |                       |
| 日本全國       | Kids Station | 2018年4月11日－7月3日                              | 星期一至五 6:00 - 6:30                    | 衛星電視   |                       |
| 第2季          |              |                                                    |                                           |            |                       |
| 關東廣域圈     | 東京電視台   | 2017年4月7日－2018年3月30日                        | 星期五 17:55 - 18:25                      | 東京電視網 | 製作局                |
| 大阪府         | 大阪電視台   | 2017年4月7日－2018年3月30日                        | 星期五 17:55 - 18:25                      | 東京電視網 | 製作委員會成員        |
| 北海道         | 北海道電視台 | 2017年4月7日－2018年3月30日                        | 星期五 17:55 - 18:25                      | 東京電視網 |                       |
| 愛知縣         | 愛知電視台   | 2017年4月7日－2018年3月30日                        | 星期五 17:55 - 18:25                      | 東京電視網 |                       |
| 岡山縣、香川縣 | 濑户内電視台 | 2017年4月7日－2018年3月30日                        | 星期五 17:55 - 18:25                      | 東京電視網 |                       |
| 福岡縣         | TVQ九州播放  | 2017年4月7日－2018年3月30日                        | 星期五 17:55 - 18:25                      | 東京電視網 |                       |
| 日本全國       | AT-X         | 2017年5月30日－6月27日 2017年7月4日－2018年5月15日 | 星期二 21:30 - 22:00 星期二 19:00 - 19:30 | 衛星電視   | 製作委員會成員 有重播 |
| 和歌山縣       | 和歌山電視台 | 2017年6月7日－2018年5月30日                        | 星期三 07:30 - 08:00                      | 獨立局     |                       |
| 第3季          |              |                                                    |                                           |            |                       |
| 日本全國       | Kids Station | 2018年7月7日－2019年1月5日                         | 星期六 08:15 - 08:30                      | 衛星電視   |                       |
| 日本全國       | Animax       | 2018年7月8日－2019年1月6日                         | 星期日 06:00 - 06:15                      | 衛星電視   |                       |
| 東京都         | TOKYO MX     | 2018年7月15日－2019年1月13日                       | 星期日 07:00 - 07:15                      | 獨立局     |                       |

#### 日本
| 日本 東京電視台 星期六 9:30－10:00 節目  | 日本 東京電視台 星期六 9:30－10:00 節目                                   | 日本 東京電視台 星期六 9:30－10:00 節目 |
| ---------------------------------------- | ------------------------------------------------------------------------- | --------------------------------------- |
|                                          | 莉露莉露妖精莉露～之門～ (第1集 - 第8集) （2016年2月6日－3月26日）        |                                         |
| 寶石寵物 Magical Change                  | 樂高旋風忍者：旋風術大師                                                  |                                         |
| 日本 東京電視台 星期六 10:00－10:30 節目 |                                                                           |                                         |
| 妖怪手錶 萌給特選茲拉！                  | 莉露莉露妖精莉露～之門～ (第9集 - 第59集) （2016年4月2日－2017年3月25日） | 特搜警察JUMPolice                       |
| 日本 東京電視台 星期五 17:55－18:25 節目 |                                                                           |                                         |
| 特搜警察JUMPolice                        | 莉露莉露妖精莉露～魔法之鏡～ （2017年4月7日－2018年3月30日）              | 閃電十一人 戰神的天秤                   |

| 日本 Kids Station 星期六 8:15－8:30 節目 | 日本 Kids Station 星期六 8:15－8:30 節目                              | 日本 Kids Station 星期六 8:15－8:30 節目  |
| ---------------------------------------- | --------------------------------------------------------------------- | ----------------------------------------- |
|                                          | 告訴我吧魔法吊墜～莉露莉露妖精莉露～ （2018年7月7日－2019年1月5日）   |                                           |
| 香腸猴2 精選特輯                         | 溫泉屋小女將                                                          |                                           |
| 日本 TOKYO MX 星期日 7:00－7:15 節目     |                                                                       |                                           |
| 湯匙婆婆 精選特輯                        | 告訴我吧魔法吊墜～莉露莉露妖精莉露～ （2018年7月15日－2019年1月13日） | 告訴我吧魔法吊墜～莉露莉露妖精莉露～ 重播 |

#### 香港
| 香港 翡翠台 星期二、三 17:20－17:50 節目 | 香港 翡翠台 星期二、三 17:20－17:50 節目    | 香港 翡翠台 星期二、三 17:20－17:50 節目 |
| ---------------------------------------- | ------------------------------------------- | ---------------------------------------- |
|                                          | 花漾 第1季 （2017年9月20日－2018年4月11日） |                                          |
| 星光樂園II                               | 變身少女花啦啦                              |                                          |
| 香港 翡翠台 星期一至五 15:50－16:20 節目 |                                             |                                          |
| 波比3兄弟 重播                           | 花漾 第1季，重播 （2019年3月26日－6月14日） | 星光樂園II 重播                          |

| 香港 翡翠台 星期二、三 17:20－17:50 節目 2019年8月7日、10月2日、10月8日、11月13日臨時節目調動暫停播映 2019年12月25日、2020年1月1日 17:20－18:00 | 香港 翡翠台 星期二、三 17:20－17:50 節目 2019年8月7日、10月2日、10月8日、11月13日臨時節目調動暫停播映 2019年12月25日、2020年1月1日 17:20－18:00 | 香港 翡翠台 星期二、三 17:20－17:50 節目 2019年8月7日、10月2日、10月8日、11月13日臨時節目調動暫停播映 2019年12月25日、2020年1月1日 17:20－18:00 |
| --- | --- | --- |
| | 花漾 第2季 （2019年7月10日－2020年1月15日） | |
| 寶石寵物VII | 幸福爆發！光之美少女 | |
| 香港 翡翠台 星期一至五 16:15－16:50 節目 8月27日、10月6日臨時節目調動暫停播映                                                                   | | |
| 2020東京奧運午間直擊 （13:15/13:45－18:30） | 花漾 第2季，重播 （2021年8月9日－10月20日） | 幸福爆發！光之美少女 重播 |
| 香港 兒童台 每日 08:05－08:35 節目 | | |
| 變身少女花啦啦 第1季 | 花漾 第2季 （2021年8月21日－10月10日） | 偶像夢幻祭 |
| 香港 Hands Up Channel 每日 08:05－08:35 節目 | | |
| 夢夢貓 | 花漾 第2季 （2022年2月11日－4月2日） | 偶像夢幻祭 |

| 香港 翡翠台 星期二、三 17:20－17:50 節目 3月30日臨時節目調動暫停播映                       | 香港 翡翠台 星期二、三 17:20－17:50 節目 3月30日臨時節目調動暫停播映 | 香港 翡翠台 星期二、三 17:20－17:50 節目 3月30日臨時節目調動暫停播映 |
| ------------------------------------------------------------------------------------------ | -------------------------------------------------------------------- | -------------------------------------------------------------------- |
|                                                                                            | 花漾 第3季 （2021年2月23日－4月7日）                                 |                                                                      |
| 新貓狗寵物街                                                                               | 夢夢貓                                                               |                                                                      |
| 香港 翡翠台 星期一至五 16:15－16:50 節目                                                   |                                                                      |                                                                      |
| 星光樂園IV                                                                                 | 花漾 第3季，重播 （2022年5月25日－6月10日）                          | 夢夢貓                                                               |
| 香港 翡翠台 星期日 10:00－10:30 節目 2023年5月14日 10:15－10:30 2023年8月13日 10:00－10:15 |                                                                      |                                                                      |
| 精算小魔女                                                                                 | 花漾 第3季，重播 （2023年5月14日－8月13日）                          | 掌上萌寶小海豹 重播                                                  |

## 註腳

### 補充說明
1. ↑  第一彈為《寶石寵物》
2. ↑  名字來源為她的聲優花守由美里。
3. ↑  香港版本早期譯名為「墨殊」。
4. ↑  然而蜘蛛並不歸類為昆蟲，而是蛛形綱。
5. ↑  於香港版本中，他以「Hopper」名義成名，此為與日文本名一樣的名字。
6. ↑  名字來自莎士比亞的《仲夏夜之夢》中的仙王奧布朗。
7. ↑  來自德文「Fee」，意指「小仙子」。
8. ↑  來自義大利文「Forte」，意指「強的」，常於樂譜上表示強音。
9. ↑  原聲版本中，其日文全名並未有提及，只有在其墓碑上以英文寫有「Sion Masaki」的全名；香港版本將其全名譯作「紫苑正輝」，「紫苑」為姓氏。
10. 1 2  這參照了《寶石寵物 Magical Change》的場面。
11. ↑  招式參照了澤城美雪的出道作《Di Gi Charat》中的「眼部火焰炮」。
12. ↑  然而第三季中表現了兩邊的時間流逝是相同的。
13. ↑  香港版本直接稱為「人類世界」和「人類」。
14. ↑  在原聲版本中，「幸福寶石」最初被叫作「Fairilu寶石」，直至後來的話數才轉成現在的叫法；香港版本情況相同。
15. ↑  《花漾精靈 秘密圖鑑》中更說明了成為人類的Fairilu會被Little Fairilu中的Fairilu們忘記；但動畫並沒有表現以上情況。
16. ↑  歌名中的「ロジー」是從「テクノロジー（Technology，科技）」而來的。[6]
17. 1 2 3  由無綫電視翡翠台翻譯
18. ↑  副作畫監督

## 外部連結
- （日語）SEGA TOYS「花漾精靈」（官網） （页面存档备份，存于）
- （日語）三麗鷗「花漾精靈」 （页面存档备份，存于）
- （日語）東京電視台《花漾精靈～妖精之門～》官網 （页面存档备份，存于）
- （日語）東京電視台《花漾精靈～魔法之鏡～》官網 （页面存档备份，存于）